# Импеллерный насос

Принцип работы гидромашины с гибкими ламелями

Импеллерный насос — разновидность пластинчатой гидромашины (ламельного насоса), с гибкими пластинами.
В импеллерном насосе перекачивание происходит аналогично принципу действия пластинчатой гидромашины, но пластины при вращении деформируются, а не втягиваются в ротор. Пластины, зачастую с самими ротором, изготавливают из гибкого пластикового материала. Данный тип насоса был заявлен в 1938 году Артуром М. Бриггсом (патент US2189356).
Импеллерные насосы с гибким импеллером представляют собой насосы объемного действия. Корпус насоса выполнен в виде круга, “сплюснутого” с одной стороны. Во время движения лопасти, проходя “усеченную” часть корпуса, попеременно сжимаются. Часто насосы такого типа устанавливаются на лодочные моторы, и предназначены для прокачивания забортной воды через рубашку охлаждения двигателя.

## Преимущества
- Простота конструкции.[1]
- Способность перекачивания вязких сред и сред с включениями.
- Отсутствие полостей (застойных зон) в рабочей камере.
- Смена направления перекачивания (реверс).
- Подходят для сред с неабразивными твёрдыми включениями.
- Производительность прямо пропорциональна частоте вращения (подходят для работы в качестве насосов-дозаторов).
- Простота в обслуживании.

## Недостатки
- Наличие изнашиваемых деталей (импеллер).
- Ограничение по перекачиваемым средам (минеральные масла агрессивны по отношению к каучукам, за исключением фторкаучуков).
- Самовсасывание до 5 метров.
- Длительная работа «на сухую» губительна для рабочего колеса.
- Ограничение по температуре перекачиваемой среды.